# 서누악쇼트주
서누악쇼트주(아랍어: نواكشوط الغربية, 프랑스어: Nouakchott-Ouest)는 모리타니의 주로 주도는 테브라그제이나이며 면적은 146km2, 인구는 165,814명(2013년 기준)이다. 2014년 11월 25일 누악쇼트를 3개 주로 분할하면서 신설되었다.